# 尤羅夫斯基多爾
尤羅夫斯基多爾（發音：[ˈjuːɾɔu̯ski ˈdoːl]），是斯洛維尼亞東北部斯洛文尼亚丘陵内圣尤里市镇的聚居地及其行政中心。當地是下施蒂里亞傳統地區的一部分，現在包含在波德拉夫統計區中。
當地的堂區教堂為市镇名來源，是獻給聖喬治（斯洛文尼亞語为，即圣尤里），屬於天主教馬里博爾總教區。 這是一座可追溯到16世紀早期的哥德式建築，帶有巴洛克式的小教堂。
1992年，慈善家和政治家 Ivan Kramberger 在此地被暗殺。

## 外部連結
维基共享资源上的相關多媒體資源：尤羅夫斯基多爾
- Jurovski Dol at Geopedia （页面存档备份，存于）